# PS Kemi
PS Kemi is een voetbalclub uit Kemi, in Fins Lapland, vlak bij de grens met Zweden. De club werd in 1999 opgericht nadat Kemin Palloseura (KePS), Kemin Pallotoverit-85 (KPT-85) en Visan Pallo fuseerden. Het is een van de drie Finse clubs uit Lapland die ooit meedeed aan de Veikkausliiga. 

## Geschiedenis
In 2006 bereikte PS Kemi het beste resultaat ooit in de bekerhistorie door als achtste te eindigen in de Finse voetbalbeker (Suomen Cup). Een jaar later werd de club uit Lapland kampioen in de Kakkonen (derde klasse) en promoveerde naar de Ykkönen, het degradeerde in 2011.

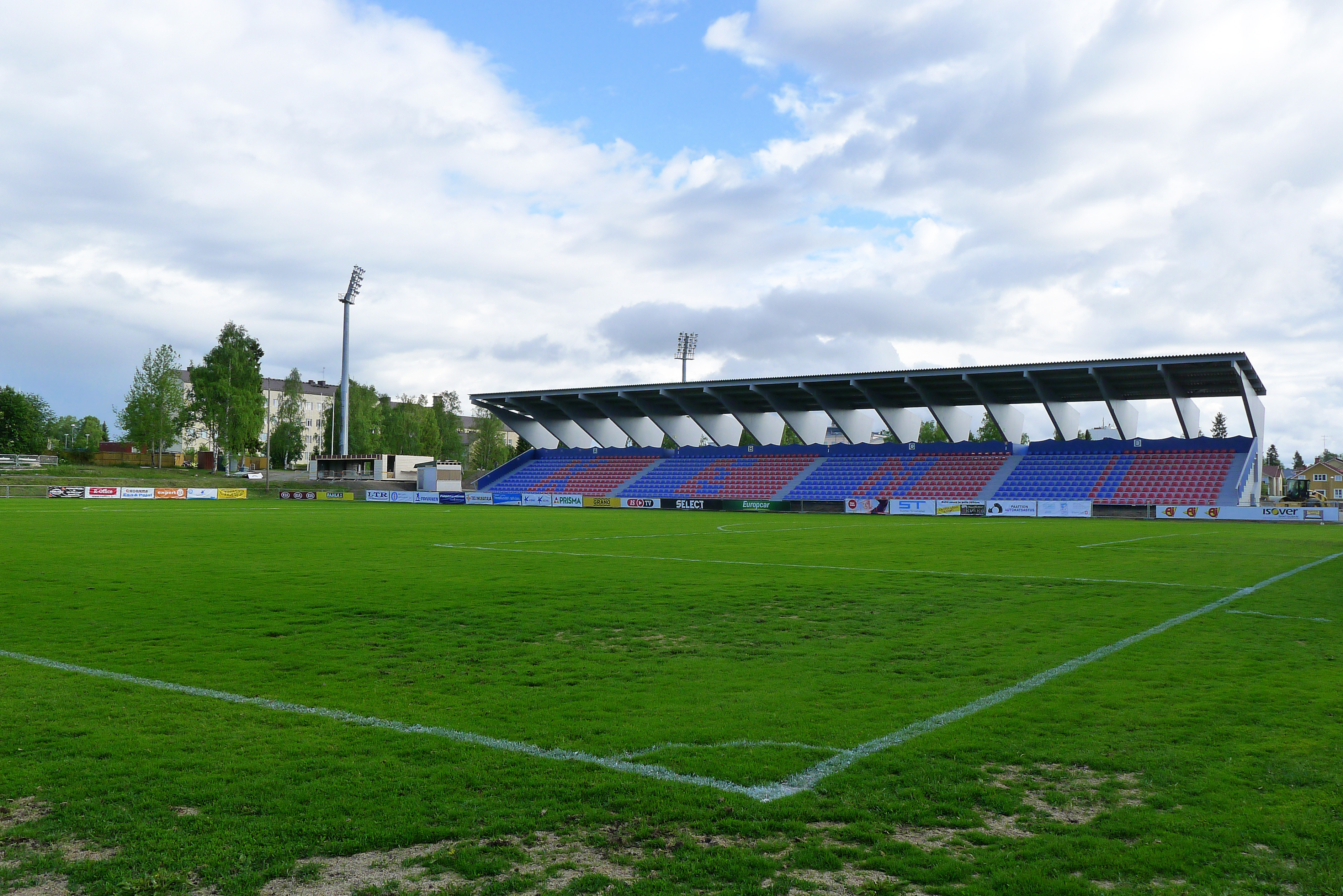
De in 2016 gereed gekomen hoofdtribune

De Lappen konden in het seizoen 2014 weer terugkeren, want men werd kampioen in de Kakkonen. Tot grote verbazing van heel Finland stootte PS Kemi in het eerste seizoen in de Ykkönen gelijk door naar de Veikkausliiga, want het werd kampioen. Het lukte de club om voor het eerst in de geschiedenis deel te nemen aan de hoogste Finse voetbalklasse. Sinds 2005 zijn er drie clubs uit Lapland vertegenwoordigd geweest in de Veikkausliiga, naast PS Kemi zijn dat RoPS en TP-47.
De promotie naar het hoogste niveau leidde ook tot de nodige infrastructurele veranderingen. Er werd een nieuwe tribune gebouwd met plaats voor 1.100 toeschouwers. Het nieuwe veld werd op 12 juni 2016 voor het eerst in gebruik genomen in de thuiswedstrijd tegen FC Lahti. Vooral de derby's tegen RoPS trekken veel toeschouwers.
In het seizoen 2018 degradeerde PS Kemi door als laatste te eindigen in de Veikkausliiga. Door financiële problemen trok de club zich voor het seizoen 2019 al terug uit de Ykkönen, maar kreeg van de voetbalbond toch nog een plaats in de Kakkonen bedeeld. Ook daar weigerde de club in mee te spelen. 
Er volgde een onderbreking van drie jaar waarin de club niet aan het Finse voetbalsysteem deelnam. Er werd in 2019 wel met een juniorenelftal gestart in de Kolmonen, het vierde niveau. Die ploeg speelde onder de naam Kemi City FC. 
In 2022 werd PS Kemi nieuw leven ingeblazen. Het nam de plaats over van Kemi City FC in de Kolmonen.

## Eindklasseringen
| 2006                                                                   | 2  | 14 | Kakkonen      | 26 | 15 | 8  | 3  | 66–25 | 53 | ??    |
| 2007                                                                   | 1  | 14 | Kakkonen      | 26 | 18 | 7  | 1  | 65–16 | 61 | ??    |
| 2008                                                                   | 8  | 14 | Ykkönen       | 26 | 9  | 8  | 9  | 34–35 | 35 | ??    |
| 2009                                                                   | 7  | 14 | Ykkönen       | 26 | 12 | 2  | 12 | 36–46 | 38 | ??    |
| 2010                                                                   | 9  | 14 | Ykkönen       | 26 | 7  | 10 | 9  | 31–39 | 31 | ??    |
| 2011                                                                   | 10 | 13 | Ykkönen       | 24 | 5  | 4  | 15 | 25–43 | 19 | ??    |
| 2016                                                                   | 9  | 12 | Veikkausliiga | 33 | 10 | 5  | 18 | 29–48 | 35 | 1.551 |
| 2017                                                                   | 10 | 12 | Veikkausliiga | 33 | 8  | 8  | 17 | 38–59 | 32 | 1.125 |
| 2018                                                                   | 12 | 12 | Veikkausliiga | 33 | 6  | 6  | 21 | 25–59 | 24 | 879   |
| Na drie seizoenen volgde opnieuw inschrijving bij de Finse voetbalbond |    |    |               |    |    |    |    |       |    |       |
| 2022                                                                   |    | 12 | Kolmonen      |    |    |    |    | –     |    |       |

## Bekende (oud-)spelers
- Alvin Fortes
- Tuomo Könönen
- Adriaan Kruisheer
- Aki Lahtinen